# Milford (contea di Pike, Pennsylvania)
Milford è un comune (borough) degli Stati Uniti d'America, situato nello stato della Pennsylvania, nella contea di Pike, della quale è il capoluogo.